# اینتف دوم
اینتِف دوم یا انتِف دوم یا آنتِف دوم پسر اینتف یکم و سومین فرعون دودمان یازدهم مصر باستان بوده‌است. پاپیروس تورین بر جای نام او پاک‌شدگی دارد و طول دوران فرمانرواییش را ۴۹ سال ذکر می‌کند. مصرشناسان تاریخ تقریبی حکومت او را میان سال‌های ۲۱۱۸ تا ۲۰۶۹ پیش از میلاد مسیح می‌دانند.

## دوران
آنتف دوم برای نزدیک به ۵۰ سال فرمانروایی کرد. او به‌طور حتم با دیگر پادشاهان مصری هم‌دوره‌ی خود در نبرد بوده‌است. در آغاز فرمانرواییش، او شاه استان‌های ۱ تا ۶ مصر علیا و نیز شهر ابیدوس بوده. او ناچار شد دو بار تینیس - پایتخت نوم هشتم مصر علیا - را فتح کند.این باعث شد که محدوده کنترل او تا آنتیوپولیس در ۱۰۰ کیلومتری شمال ابیدوس گسترده شود.

## آثار بر جای مانده
در معبدی در اقصر ستونی هشت ضلعی پیدا شده‌است که نام آنتف واه-آنخ و خدای آمون رع بر آن نقش بسته. گمان می‌رود که این معبد توسط آنتف دوم پایه‌ریزی شده باشد. این‌ها قدیمی‌ترین شواهد ساختمانی در کارناک هستند.